# Splendeurs et misères des courtisanes
Splendeurs et misères des courtisanes est un roman d’Honoré de Balzac, publié entre 1838 et 1847, qui fait suite à Illusions perdues. Composé de quatre parties, il met en scène les aspects souterrains de la société, en explorant le monde du crime et de la prostitution. Le premier est dominé par le personnage satanique du forçat évadé, Don Carlos Herrera, qui connaîtra une forme de rédemption sociale dans sa dernière incarnation ; le second montre une jeune prostituée, Esther, rachetée par son amour pour Lucien Chardon de Rubempré, le poète sans volonté, dont l'ambition et la vanité sont les ressorts tragiques du roman.

## Genèse et structure
Le roman définitif est divisé en quatre parties : Comment aiment les filles ; À combien l’amour revient aux vieillards ; Où mènent les mauvais chemins ; La dernière incarnation de Vautrin.
La première idée de cet ouvrage paraît dans une note sur le manuscrit du Père Goriot en janvier 1835, mais la rédaction en tant que telle ne commence qu'en 1838. L'ouvrage prend divers titres et diverses parties, quatre ou cinq, au fur et à mesure de la rédaction : La Torpille, Par-dessus le pont des Arts, Les amours d'un vieux millionnaire, Esther ou les Amours d'un loup-cervier, Les peines de cœur d'un millionnaire, etc..
En août 1844, il publie chez de Potter Splendeurs et misères des courtisanes, qui comprend les deux premières parties actuelles. Puis il se met à travailler à la fin du roman, dont il pensait d'abord qu'elle consisterait en une seule partie.
Toutefois, après avoir visité la Conciergerie, il décide de consacrer une partie entière à décrire cette prison et le fonctionnement de la justice criminelle, afin de bien amorcer les conditions du suicide de Lucien de Rubempré. Cette troisième partie, intitulée Une instruction criminelle, est publiée dans L'Époque, du 7 au 29 juillet 1846. Elle paraît en août 1846 dans l'édition définitive de La Comédie humaine sous le titre actuel, Où mènent les mauvais chemins. Elle est aussi reprise en volume séparé chez Souverain, sous le titre Un drame dans les prisons en 1847.
La quatrième et dernière partie, intitulée La dernière incarnation de Vautrin, paraît dans La Presse, du 13 avril au 17 mai 1847, et ne sera intégrée à La Comédie humaine (Scènes de la vie parisienne) qu'après la mort de Balzac, dans un volume publié chez l'éditeur Houssiaux, en 1855.
Dans la publication originale en feuilleton, les parties étaient divisées en chapitres numérotés et comptaient respectivement 31, 26, 40 et 17 chapitres. Lors de la réunion en volume, le nombre de chapitres est réduit à 15, 16, 14 et 13. Dans l'édition définitive, cette division en chapitres disparaît,, seules restent présentes les quatre parties.

## Résumé

### Comment aiment les filles
Un soir de 1824, se donne à l'Opéra un bal masqué. Ancienne courtisane au charme remarquable, Esther Van Bogseck (dont on découvrira vers la fin du récit qu'elle est en fait Esther Gobseck) s'y rend en compagnie de Lucien Chardon, qui a reçu l'ordonnance du Roi afin que l'on utilise le nom noble de sa mère et qu'on l'appelle, ainsi, Lucien de Rubempré. Il essaie de s'intégrer dans la société, mais il a une secrète relation amoureuse avec Esther. Ses anciens amis dans la société, dont Eugène de Rastignac, ont tôt fait de le reconnaître et de lui rappeler son passé, mais un singulier personnage, qui marche sur les pas de Lucien, conseille d'une voix menaçante aux médisants de respecter le jeune homme. En dépit de son masque et de son déguisement, Esther est elle aussi reconnue par les invités et, victime de leurs ricanements et moqueries, elle retourne précipitamment chez elle. Bouleversée, au désespoir, elle tente de mettre fin à ses jours. Elle est sauvée in extremis par l'abbé Carlos Herrera, qui n'est autre que «l'ombre» qui suivait au bal Lucien de Rubempré, mais également celui qui a payé ses dettes. Soi-disant chanoine du chapitre royal de Tolède, envoyé en secret par Sa Majesté Ferdinand VII, le faux Don Carlos Herrera est voisin du jeune homme, qu'il considère comme son fils, et dont il veut faire la fortune, car il se voit dans le jeune Lucien.
Dès lors, Carlos Herrera exerce son influence sur Esther, pour briser sa relation amoureuse avec Lucien. Tantôt il la terrorise, tantôt il la rassure, puis il lui impose l'idée de renoncer d'elle-même à son amour pour se mettre sous sa tutelle. Il contraint ainsi la jeune femme à entrer dans un couvent pour lui purifier l'âme, mais aussi pour que Lucien l'oublie, sans succès. Afin de rendre le poète heureux, le faux abbé permet à Esther de vivre avec Lucien, mais, pour ne pas compromettre la chance que celui-ci effectue un mariage aristocratique, elle doit se cacher du monde, et vivre en recluse dans un appartement, où plusieurs femmes sont mises à son service, dont Asie, tante de Vautrin, chargée de surveiller Esther.

### À combien l’amour revient aux vieillards
Au début de 1829, il est sérieusement question du mariage de Lucien avec la fille du duc de Grandlieu, ce qui ferait de Rubempré un marquis, qui pourrait être nommé pair de France. Toutefois, lors d'une rencontre fortuite, le vieux baron de Nucingen devient amoureux de la belle Esther, qu'il a fugitivement aperçue lors d'une de ses promenades nocturnes. Herrera saisit l'occasion de faire chanter le riche vieillard, pour lui soutirer un million, qui permettrait d'assurer le mariage de Lucien avec Clotilde de Grandlieu. Lucien, qui veut devenir riche, prend le parti de suivre les instructions de son protecteur, mais Esther, qui aime sincèrement Lucien, est atterrée par l'ampleur du piège, où ils sont tous deux tombés.
Cependant, le baron de Nucingen tente de retrouver la belle Esther et lance à ses trousses Contenson, un agent de la police privée, sous la Restauration, lui-même ami de deux autres fameux policiers : le brillant Corentin et le subtil Peyrade, qui se cache tantôt sous les traits du vieillard Canquoëlle, tantôt sous ceux d'un intrigant anglais nommé Johnson. Ces trois agents doués se font un peu plus tard payer par le duc de Grandlieu pour rechercher la source de la fortune de Lucien, et confirmer qu'elle est honnête. Corentin visite ainsi David Séchard (le meilleur ami de Lucien) et Ève Séchard (la sœur de Lucien, mariée à David) à Angoulême, amenant aussi l'avoué maître Derville. Croyant que l'information était recherchée uniquement pour la succession du père de David, les Séchard donnent malencontreusement l'indice nécessaire, pour prouver que la fortune fut en effet de source impure.
Pendant le temps où ces découvertes étaient faites par Corentin, Vautrin (autre nom de Herrera) se débarrasse de Peyrade en l'empoisonnant, et de Contenson en le poussant dans le vide depuis un toit.
Entre-temps, Esther, selon les ordres de Herrera (Vautrin), profite de l'extrême richesse du baron de Nucingen, qui lui achète une maison et lui donne une immense somme d'argent, en le faisant attendre des mois, avant de se  donner à lui. Mais après cette nuit, sachant qu'elle ne pourrait pas vivre avec Lucien et qu'elle devrait être la maîtresse du baron, elle se suicide. Ceci est particulièrement tragique, car il s'avère que, quelques heures auparavant, Esther avait hérité d'une énorme somme d'argent de Jean-Esther van Gobseck, son grand oncle, de qui elle était éloignée. Si seulement elle avait tenu bon, elle aurait pu épouser Lucien elle-même.
Comme la police se méfie déjà de Vautrin et de Lucien, elle les arrête tous les deux, soupçonnés du meurtre d'Esther à la suite du suicide.

### Où mènent les mauvais chemins
Lucien, toujours poète, ne va pas bien en prison. Quoique Vautrin réussisse à faire croire à ses interrogateurs qu'il pourrait être Carlos Herrera, Lucien succombe aux ruses de son interrogateur, qui était le magistrat Camusot. Il lui avoue tout, y compris la véritable identité de Carlos Herrera (nommé, en réalité, Jacques Collin, forçat évadé). Ensuite, il regrette ce qu'il a fait, et il se pend dans sa cellule.
Son suicide, comme celui d'Esther, a lieu au pire moment. En effet, dans le souci de ne pas compromettre les dames de la haute société, qui étaient impliquées avec lui, les juges s'étaient arrangés pour laisser partir Lucien. Mais, quand il se suicide, les choses deviennent plus difficiles, et les manœuvres plus désespérées. Il s'avère que Vautrin possède les lettres très compromettantes envoyées par ces grandes dames à Lucien, et il les utilise pour négocier sa libération. Il parvient également à secourir plusieurs de ses complices, les aidant à éviter une condamnation à mort, ou une misère abjecte.

### La dernière incarnation de Vautrin
En faisant ces négociations avec le procureur général, monsieur de Grandville, Vautrin rencontre de nouveau Corentin, qu'il considère entièrement responsable de la mort de son Lucien adoré. Il se promet d'agir, afin de venger le jeune poète, avec l'aide de ses complices : Asie (véritablement Jacqueline Collin), Europe (Prudence Servien), précédemment une autre femme de chambre d'Esther, Paccard, auparavant le « chasseur » d'Esther au service de Nucingen quand il la cherchait, et La Rousse (madame Prélard), auparavant quincaillère.
À la fin du roman, Corentin montre son appréciation des talents de Vautrin et lui propose de collaborer avec la police dès lors. En effet, Grandville donne à Collin la position de Bibi-Lupin, ancien forçat lui aussi, et son rival personnel ; il prend cette position dans la police avant de se retirer en 1845. La noblesse qui craignait tant pour sa réputation passe à d'autres affaires.

## Les personnages

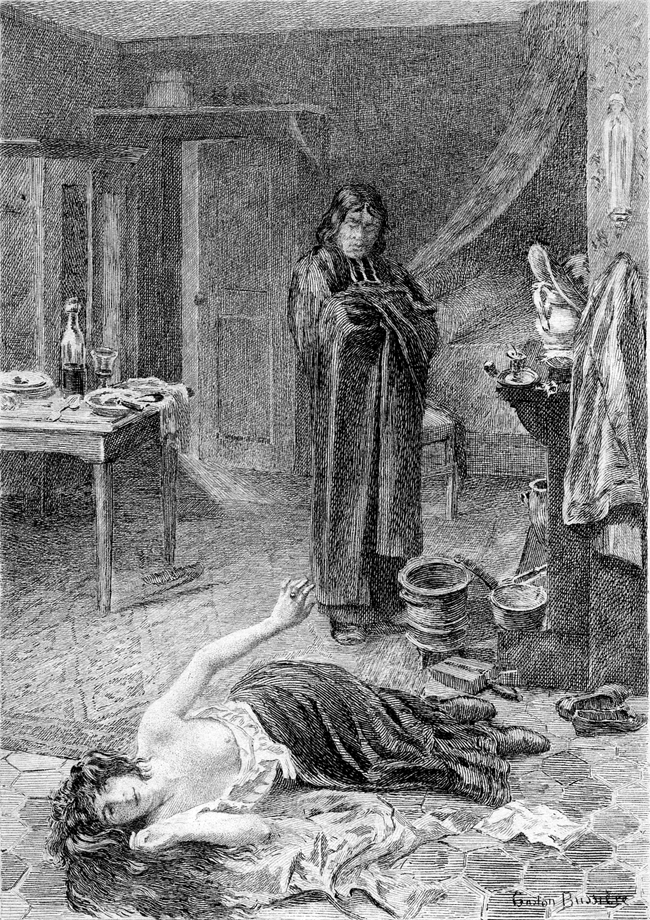
L’abbé Herrera devant Esther sans connaissance.

Avec 273 personnages, Splendeurs et misères des courtisanes est le roman qui regroupe le plus grand nombre de personnages de La Comédie humaine.
- Jacques Collin, alias Vautrin, alias l’abbé Carlos Herrera, aussi dit Trompe-la-Mort, est une figure satanique. D'une force herculéenne et d'une intelligence exceptionnelle, doté de dons de déguisement extraordinaires, il cherche à obtenir pour Lucien Chardon de Rubempré les honneurs auxquels il aspire. Lorsque Lucien et Vautrin sont arrêtés, ce dernier essaie de sauver le jeune poète, dont il prétend être le père devant la police. Mais Lucien vend la mèche et se suicide. En l'apprenant, Vautrin « se convertit ». De bagnard, il devient policier.
- Le baron Frédéric de Nucingen, à la tête d’une fortune colossale, acquise grâce à des spéculations douteuses (voir La Maison Nucingen), représente le pouvoir de l’argent. Il tente en vain d’acheter l’amour d’Esther. Vautrin lui soutire son argent par différents moyens et lui « vend » la belle, éprise de Lucien, au point d’accepter les libéralités du baron, pour renflouer son amant.
- Esther est une « demi-mondaine » (courtisane ou prostituée de salon), d'une très grande beauté, surnommée La Torpille, fille de Sarah Van Gobseck, dite « la belle Hollandaise », elle-même nièce d'un richissime usurier, Jean-Esther van Gobseck, éprise de Lucien Chardon de Rubempré. Vautrin exploite l'amour qu'éprouve pour elle le baron de Nucingen, afin de lui soutirer des sommes énormes. Esther parvient à repousser de quelques semaines le jour où Nucingen la possède, au lendemain duquel, comme elle le lui avait dit, elle se suicide.
- Lucien de Rubempré est un jeune provincial d'Angoulême, noble par sa mère. Il est monté à Paris pour y réaliser des ambitions littéraires (voir Illusions perdues). Mais, déçu dans ses ambitions, il est sur le point de se suicider, quand survient Jacques Collin, un forçat qui lui offre la fortune, poursuivant ainsi à travers le jeune homme un rêve de puissance illimitée. Lucien devient sa chose, sa création. L’ancien forçat éprouve pour le jeune homme des sentiments troubles, à mi-chemin entre l’amour paternel et l’amour tout court.
- Le juge Camusot instruit l’affaire, où sont mêlés Lucien Chardon de Rubempré et Carlos Herrera, alias Vautrin, alias Jacques Collin. On le voit débuter dans Le Cabinet des Antiques.
- Divers policiers, Corentin, Peyrade et Contenson, interviennent dans le roman. Il s'agit de policiers obscurs (cf. le titre du chapitre 22 de la quatrième partie : « L'obscur et puissant Corentin »). Contenson et Peyrade meurent durant le récit.
- Jacqueline Collin, Paccard et Prudence Servien, qui assistent Jacques Collin.
- Eugène de Rastignac et le comte Maxime de Trailles (qui prennent place dans presque tous les romans de Balzac mettant en scène la haute société parisienne).
- La comtesse de Sérisy.
- Le comte des Lupeaulx, qui n'est alors que Clément Chardin et qui prendra comme titre le nom de sa femme.
- Diane de Maufrigneuse, qui deviendra la princesse de Cadignan.
- Maître Derville (l’avoué du colonel Chabert) et de Gobseck.
- Horace Bianchon, médecin, « personnage reparaissant » de La Comédie humaine.
- Les lorettes (maîtresses installées et entretenues par plusieurs amants à Paris au XIXe siècle) : Florine et Coralie.
- Cérizet, assistant de Georges d'Estourny.
- Le monde des journalistes cyniques : Blondet, Lousteau, Finot, Vernou, Jean-Jacques Bixiou.
- Madeleine de Mortsauf, personnage important dans Le Lys dans la vallée mais figurante dans Splendeurs et misères des courtisanes.
- Wolfgang, le caissier de Frédéric de Nucingen, personnage très secondaire, intervenant brièvement dans le récit.

## Thèmes, sources et influences
Le thème de la courtisane, réhabilitée par l'amour et la mort, est un grand sujet romantique. De même, le thème du hors-la-loi, qui représente l'état de nature contre l'état de société, joue un rôle majeur dans la « mythologie du romantisme ». Balzac l'avait déjà abordé dans ses romans de jeunesse, tel Argow le Pirate. Il apparaît aussi dans la littérature allemande (Les Brigands de Schiller), chez l'Anglais Maturin et chez Charles Nodier (Jean Sbogar).
Balzac ne veut pas seulement distraire, mais il se pose en spécialiste des sciences sociales et expose sa philosophie politique, critiquant l'institution du jury d'assises et les humanitaires. En même temps, il s'intéresse au problème de la réhabilitation des condamnés qui ont purgé leur peine et fait un vibrant plaidoyer en faveur d'une modification de la loi qui en fait des parias de la société.
Ce roman tranche sur les romans de l'époque, par la lumière crue qu'il jette sur la sexualité, les perversions et les désordres qui s'y rattachent : viol, prostitution d'enfants, frustrations sexuelles, lettres licencieuses de femmes de la haute société, amours homosexuelles, maisons de passe, constitution anormale des criminels, etc..
Les mondes de la finance et de la politique sont très présents ; certaines personnalités de l'époque sont transposées ou recomposées en personnages fictifs. Le roman colle sinon à l'actualité, du moins à l'histoire récente y compris internationale;  ainsi, les trafics vers la Chine organisés par le Royaume-Uni  et qui déboucheront sur la guerre de l'opium sont évoqués comme une opportunité d'enrichissement.
Pour écrire cet ouvrage, Balzac s'est abondamment documenté sur le monde du crime et de la prostitution. Il a sans doute lu les Mémoires d'un forçat de Raban et Marco Saint-Hilaire (1828), ainsi que Julien ou le Forçat libéré d'Auguste Ricard (1827). Il connaissait certainement aussi les Mémoires de Fouché (1824), les Mémoires d'Ouvrard, Quinze ans de haute police de Desmarest (1833), L'Espion de police de Lamothe-Langon (1826-1827), le Journal des prisons de Benjamin Appert (1825-1827), Les Français peints par eux-mêmes de Moreau-Christophe (1841-1842). Il avait aussi fréquenté Vidocq, dont il avait lu les Mémoires (1828), Les Voleurs (1835) et Vrais mystères de Paris (1844). Il s'est inspiré de l'argot utilisé dans Le Dernier Jour d'un condamné de Victor Hugo, publié en 1829. Il connaissait aussi les ouvrages de sociologie sur la prostitution, tel La Prostitution dans la ville de Paris, de Parent-Duchâtelet (1836).
Dans Le Nouveau Dictionnaire des œuvres de tous les temps, Robert Laffont et Valentino Bompiani signalent l'influence de Splendeurs et misères des courtisanes dans Les Misérables (voir le chapitre influences) de Victor Hugo. Ainsi la parenté entre Vautrin, Jean Valjean et même Javert (le second étant l'envers positif des deux autres) est assez évidente, le monde et les coutumes des bagnards y étant décrits.

## Filmographie
- 1943 : Vautrin, film français réalisé par Pierre Billon, avec Michel Simon (Vautrin), Madeleine Sologne (Esther Gobseck), Georges Marchal (Lucien de Rubempré) et Louis Seigner (Frédéric de Nucingen).
- 1975 : Splendeurs et misères des courtisanes, feuilleton télévisé français inspiré par le roman, réalisé par Maurice Cazeneuve, avec Georges Géret (Herrera), Bruno Garcin (Lucien), Corinne Le Poulain (Esther), Holger Löwenadler (Nucingen), Joachim Hansen (Corentin) et Michel Robin (Contenson).

### Éditions de référence
- Pierre-Georges Castex, Pierre Citron, René Guise et André Lorant, Honoré de Balzac : La Comédie humaine, t. VI, Paris, Gallimard, coll. « Pléiade » (no 292), 1977, 1577 p. (ISBN 978-2-07-010850-3, présentation en ligne).
- Antoine Adam, Honoré de Balzac : Splendeurs et misères des courtisanes, Paris, Garnier, coll. « Classiques Garnier », 1964, 751 p.

### Textes critiques
- (en) David F. Bell, « Zola’s Fin-de-Siècle Pessimism: Knowledge in Crisis », L’Esprit Créateur, hiver 1992, no 32, vol. 4, p. 21-29.
- Louis Bergès, « Balzac et l’argot : enjeux littéraires autour du roman populaire », dans La communication littéraire et ses outils : écrits publics, écrits privés, Éditions du Comité des travaux historiques et scientifiques, coll. « Actes des congrès nationaux des sociétés historiques et scientifiques », 2018, 41–61 p. (ISBN 978-2-7355-0863-1, lire en ligne)
- (en) Charles Bernheimer, « Prostitution and Narrative: Balzac’s Splendeurs et misères des courtisanes », L’Esprit Créateur, été 1985, no 25, vol. 2, p. 22-31.
- (en) Peter Brooks, « Balzac: Epistemophilia and the Collapse of the Restoration », Yale French Studies, 2001, no 101, p. 119-131.
- (en) A. S. Byatt, « The Death of Lucien de Rubempré », The Novel, vol. 2 : Forms and Themes, Princeton, Princeton UP, 2006, p. 389-408.
- Maksoud Feghali, « La peinture de la société dans Splendeurs et misères des courtisanes de Balzac », The Language Quarterly, printemps-été 1985, no 23, vol. 3-4, p. 29-30.
- Francine Goujon, « Morel ou la dernière incarnation de Lucien », Bulletin d’Informations proustiennes, 2001-2002, no 32, p. 41-62.
- Rainier Grutman, « Le Roman glottophage », Règles du genre et inventions du génie, London, Mestengo, 1999, p. 29-44.
- (en) Pierre L. Horn, « The Judicial Police in the Novels of Balzac », Clues, printemps-été 1987, no 8, vol. 1, p. 41-50.
- Martine Léonard, « Balzac et la question du langage : l’exemple de Splendeurs et misères des courtisanes », Langues du XIXe siècle, Toronto, Centre d’études du XIXe siècle Joseph Sablé, 1998, p. 59-68.
- (en) D. A. Miller, « Balzac’s Illusions Lost and Found », Yale French Studies, 1984, no 67, p. 164-181.
- (en) Allan H. Pasco, « Balzac and the Art of the Macro-Emblem in Splendeurs et misères des courtisanes », L’Esprit Créateur, automne 1982, no 22, vol. 3, p. 72-81.
- (en) Christopher Prendergast, « Melodrama and Totality in Splendeurs et misères des courtisanes », Novel, hiver 1973, no 6, vol. 2, p. 152-162.
- (en) Maurice Samuels, « Metaphors of Modernity: Prostitutes, Bankers, and Other Jews in Balzac’s Splendeurs et misères des courtisanes », Romanic Review, mars 2006, no 97, vol. 2, p. 169-184.
- (de) Peter Schunck, « Balzacs Splendeurs et misères des courtisanes und der Kriminalroman », Lebendige Romania: Festschrift fur Hans-Wilhelm Klein uberreicht von seinen Freunden und Schulern, Goppingen, Kummerle, 1976, p. 381-402.